# Тест Боуи — Дика
Тест Боуи — Дика представляет собой процедуру, позволяющую определить эффективность вакуумной системы парового стерилизатора. Иными словами, тест позволяет определить способность стерилизатора удалять достаточное количество воздуха до введения пара.
Тест основан на химическом индикаторе, меняющем цвет от влаги.
Тест Боуи — Дика впервые описан в 1963 году, но он используется и сейчас.